# 沙图什
沙图什（shahtoosh），沙图什的发音来自于波斯语，“shah”意为皇帝，“toosh”则是羊绒，“shahtoosh”意为“羊绒之王”。沙图什通常来说，是指所有由藏羚羊绒加工的产品，但主要是指一种用藏羚羊绒毛织成的披肩。藏羚羊是一种生活在青藏高原的动物。沙图什产品非常昂贵，一个沙图什披肩的价格从5000到11000美元不等。

## 质地
藏羚羊的羊绒非常细，其直径约为11.5微米，是克什米尔山羊羊绒的四分之三，是人髮的五分之一。沙图什披肩十分轻巧，重量仅有百克左右，可以穿过戒指，所以又叫“指环披肩”。将沙图什穿过戒指是沙图什贩卖者证实沙图什真伪的一个传统。由于纤维细密，藏羚羊绒具有上佳的保暖性。有一个夸张的说法，说用沙图什包起一个鸽子蛋，就可以孵出小鸽子，或者这个蛋会被捂熟。

## 发展历史
沙图什加工技术出自克什米尔地区，唐朝时玄奘的游记中就提到过克什米尔出产一种极柔软的披肩，可能就是沙图什。几个世纪以来，印度北部的省有一种习俗，就是攒钱为女儿购买一条沙图什作为最珍贵的嫁妆。1860年代，首先到达克什米尔的西方人弗兰克斯·白尼尔(Francois Bernier)第一次把沙图什帶到欧洲。由于它特殊的质地受到达官贵人的青睐，成为欧美等地贵妇、小姐显示身份、追求时尚的标志。据说，拿破崙就曾送沙图什给他的情妇约瑟芬，后来约瑟芬十分喜爱，又买了40条。

## 绒毛的获取
因为藏羚羊不能像家畜一样驯养，它们的生活环境海拔超过5千米，长期的进化与适应使它们长出了特殊的羊毛，既轻薄又温暖，虽然藏羚羊以此能够生存在这地球上最为恶劣的环境中，但这也为他们带来了血腥的杀戮。一个沙图什披肩需要至少3-4个藏羚羊的羊绒。为了减轻购买者的顾虑，沙图什的贩卖者编造并传播了着谎言，说藏羚羊会在灌木林中脱毛，他们收集脱落的羊毛进行加工，多少年来，在欧美等地的消费者一这个谎言来安心享用沙图什。但实际的情况是藏羚羊在每年夏季确实会自然更换一次绒毛，但由于自然更换的绒毛是零星掉落，随着藏羚羊的行动而随风飘散，目前还根本无人尝试收集自然更换的绒毛。
揭露绒毛获取真相的是美国博物学家乔治·夏勒博士，他在1980年代末和1990年代初对羌塘地区的考察中目睹了藏羚羊绒毛的交易，并与藏羚羊数目飞速下降相联系，向外界发布了这个消息，使人们到这一贸易背后的事情。
绒毛真正的来源是偷猎。偷猎者利用藏羚羊在繁殖期母羊会集结成群的习性，大量对其进行捕杀。他们围攻追赶藏羚羊群的同时对其进行扫射，待羊群全倒地后剥取羊皮，这时许多小羊正孕育在母羊腹中，杀戮手段十分残忍，对种群的危害极大。近20年的统计，这种灭绝性的猎杀使它们的数量已从超过一百万只剧减到不足10万只，并且仍处于减少的趋势。现在藏羚羊虽然被列入濒危物种名录并给于最高级别的法律保护，并且不允许商业贸易，但实际上沙图什的市场依然存在，按照印度加工藏羚绒的数量估计，每年至少有2万只以上的藏羚被猎杀取绒。

## 终止沙图什贸易
由于对沙图什的消费直接导致了藏羚羊种群的迅速减少，世界上保护藏羚羊的呼声无不一致的指向了沙图什贸易。沙图什主要的消费对象是印度和欧美等国的富翁，加工地主要在印度，藏羚羊的猎杀地区在中国的青海和西藏。猎杀得来的原料在交易中只是最终售价的1/50~1/100（200元人民币一张藏羚羊皮），但在不富裕的地区不法分子仍愿意以此牟利，这些团伙通常由中国之外的组织资助，他们对于中国境内的执法行动常常采取武装对抗，为打击偷猎制造困难。
中国国内没有对沙图什披肩的需求，中国海关也从未出口过一两藏羚绒，但国际上每年藏羚绒的贸易额却高达上千万美元。这么大的贸易额说明了仍有巨大的市场需求。1998年12月，中国国家林业局发布了《中国藏羚羊保护白皮书》呼吁国际社会通力合作保护藏羚。在签署了濒危野生动植物种国际贸易公约的国家，出售和拥有沙图什是违法的。包括中国、印度和美国在内的许多国家都在打击沙图什的持有者和出售者。尽管沙图什被禁止，非法的猎杀和出售沙图什还是西藏周围地区的一个严重的问题。

## 鉴别
今日先进的加工技术使得传统的戒指鉴定的方法已无法区分沙图什与其他柔软轻薄的毛制品（比如山羊绒制品）。由于沙图什贸易的非法性，许多商人对谎称自己经营的是山羊绒制品来逃避处罚，随着沙图什的血腥贸易被披露，一些欧美国家开始研究沙图什的鉴别技术。人类的触觉虽然可以区别1微米的差别，但很难区别山羊绒制品和沙图什。所以沙图什可以通过实体显微镜来检验其表层结构、内部构造和主要纤维直径，这些数据对每个物种来说都是唯一的。只是这种方法还需要在实验室进行，现场鉴别依旧十分困难。

## 相关條目
- 藏羚羊
- 乔治·夏勒

## 外部連結
拯救藏羚羊网站同盟 （页面存档备份，存于）